# Woe of Winter
Woe of Winter ist eine 2015 gegründete Funeral-Doom-Band.

## Geschichte
Woe of Winter ist das in Nischni Tagil entstandene Projekt des Multiinstrumentalisten und Sängers Anatoly Graver. Woe of Winter gilt als Nebenprojekt zu Sorrow of Rain. Das Projekt schloss zu Beginn einen Vertrag mit Satanarsa Records, wo die ersten Alben des Projektes erschienen. Trotz der Kooperation mit dem renommierten russischen Unternehmen blieb die Rezeption der Veröffentlichungen gering. Riccardo Veronese schrieb der Band in einer für Doom-Metal.com verfassten Besprechung des Albums In Room of My Thoughts Potential zu, bemängelte jedoch die Produktion und beurteilte das Album mit 6.5 von zehn Punkten als mittelmäßige Veröffentlichung im Genre. Es folgten kleinere Veröffentlichungen die Graver als Musikdownload im Selbstverlag herausgab. Eine im Jahr 2018 angekündigte Veröffentlichung eines weiteren Albums blieb indes aus.

## Stil
Die Musik von Woe of Winter wird als Funeral Doom, analog zu No More Sorrow in Me und Sorrow of Rain, kategorisiert. In ähnlicher Weise präsentiere Woe of Winter „einen langsamen, gesättigten und trostlosen Funeral Doom, der mit disharmonischen und ausgefallenen Keyboard-Passagen angereichert“ sei. Riccardo Veronese verweist in seiner für das Webzine Doom-Metal.com verfassten Besprechung hinzukommend auf die gedrückte Atmosphäre von Interpreten wie Bell Witch und Loss hin. Die Musik sei schlicht, das hervorstechende Keyboardspiel dunkel. Hinzu käme ein reduziertes Schlagzeugspiel und entfernt wirkende Klavierklänge die hinter einem Sludge-artigem Gitarrenspiel gemischt wurden derweil der gutturale Gesang als leblos und voller Elend beschrieben wird.

## Diskografie
- 2015: Human Pain (Album, Satanarsa Records)
- 2016: In Room of My Thoughts (Album, Satanarsa Records)
- 2017: Woe of Winter (Download-EP, Selbstverlag)
- 2018: Grey Sorrow Day (Download-Single, Selbstverlag)
- 2018: The Final Chapter (Kompilation, Satanarsa Records)